# Choro Q 64 2: Hachamecha Grand Prix Race
Choro Q 64 2:Hachamecha Grand Prix Race (チョロQ64 2 ハチャメチャグランプリレース es tradueix a "Choro Q64 2 HACHAMECHAGURANPURIRESU") és un videojoc de curses publicat el 1999 al Japó per la Nintendo 64. És la continuació a Choro Q 64 (Penny Racers a fora del Japó) i forma part de la saga de Choro Q. El joc és també compatible amb el joc de Game Boy Color Choro Q Hyper Customable GB, usant el GB Transfer Pak.